# Lorenzo Fontana
Lorenzo Fontana (Verona, 10 aprile 1980) è un politico italiano, dal 14 ottobre 2022 presidente della Camera dei deputati nella XIX legislatura della Repubblica.
Esponente di primo piano della Lega, di cui è uno dei vicesegretari federale sotto la leadership di Matteo Salvini, è stato europarlamentare dal 14 luglio 2009 al 22 marzo 2018, quando venne eletto alla Camera dei deputati nelle elezioni politiche del 2018. Nella XVIII legislatura è stato vicepresidente della Camera dal 29 marzo al 1º giugno 2018, prima di essere nominato Ministro per la famiglia e le disabilità (dal 1º giugno 2018 al 10 luglio 2019) e Ministro per gli affari europei (dal 10 luglio al 5 settembre 2019) nel governo Conte I.

## Biografia
Nato il 10 aprile 1980 a Verona, cresciuto nel quartiere di Saval, dopo il diploma si è laureato in scienze politiche all'Università degli Studi di Padova, conseguendo poi altre due lauree a Roma: in storia all'Università Europea di Roma e in filosofia alla Pontificia università "San Tommaso d'Aquino"; è iscritto all'albo dei giornalisti come pubblicista ed ha lavorato presso l'Ente Fiere di Verona.

### Gli inizi nella Lega
Durante gli anni universitari entra a far parte della Lega Nord, di cui si era già avvicinato quando aveva 16 anni, in particolare nella branca della Łiga Veneta, dove nel 2002 diventa vice-coordinatore federale del Movimento Giovani Padani, l'organizzazione giovanile della Lega, e vice-segretario provinciale di Verona.
Alle elezioni amministrative del 2002 viene eletto consigliere di circoscrizione della 3ª circoscrizione comunale di Verona (che comprende il quartiere Saval dov'è cresciuto).
Alle elezioni amministrative del 2007 si candida al consiglio comunale di Verona, tra le liste della Lega Nord a sostegno del candidato sindaco leghista per il centro-destra Flavio Tosi, venendo eletto consigliere comunale. Durante gli anni al consiglio comunale sotto l'amministrazione di Tosi, all’epoca tra i maggiori dirigenti della Lega, fu uno dei suoi più fidati collaboratori.
Alle elezioni politiche ad aprile 2008 viene candidato alla Camera dei deputati, tra le liste della Lega Nord nella circoscrizione Veneto 1, ma non viene eletto.

### Europarlamentare
Alle elezioni europee del 2009 Fontana viene candidato al Parlamento europeo, per la Lega nella circoscrizione Italia nord-orientale (che raccoglie le regioni di Emilia-Romagna, Veneto, Trentino-Alto Adige e Friuli-Venezia Giulia), venendo eletto europarlamentare con 52.136 preferenze, dimettendosi al contempo da consigliere comunale di Verona.
Nel 2012 viene nominato capodelegazione della Lega Nord al Parlamento europeo, subentrato all'ex ministro Francesco Speroni e mantenendo l'incarico fino al 2014.
Alle elezioni europee del 2014 Fontana viene ricandidato per la Lega nella medesima circoscrizione, venendo rieletto, grazie alla rinuncia per incompatibilità del sindaco di Verona Flavio Tosi, raccogliendo 27.240 preferenze. Nella VIII legislatura del Parlamento europeo è stato, tra l'altro, relatore del progetto di decisione sull'accordo di cooperazione tra Bosnia ed Erzegovina ed Europol; inoltre quando la Lega entrò nel gruppo dell'Europa delle Nazioni e della Libertà con il partito francese Fronte Nazionale di Marine Le Pen, Fontana è stato uno dei principali promotori di quella che definì una «alleanza storica», anche se nei fatti contribuì a isolare la Lega dai gruppi parlamentari più istituzionali e quindi dalla gestione condivisa dei lavori in parlamento.
Nel ruolo di eurodeputato suscitò controversie per un videomessaggio postato nel 2016 sulla sua pagina Twitter, in cui mostrò simpatie e intesa per Alba Dorata, movimento neonazista greco che nel 2020 è stato giudicato dalla Corte d'appello di Atene come una «associazione criminale», affermando che l'apporto del movimento "fondamentale" per far tornare l'Europa un "faro di civiltà".
Il 26 febbraio 2016, durante il consiglio federale della Lega svolto a Milano, viene nominato vicesegretario federale della Lega assieme a Giancarlo Giorgetti, subentrano a Edoardo Rixi e a Riccardo Molinari.
Alle elezioni amministrative del 2017 si è ricandidato al consiglio comunale di Verona, tra le liste della Lega a sostegno del candidato sindaco del centro-destra Federico Sboarina, venendo rieletto consigliere comunale. Il successivo 8 luglio 2017, con l'elezione di Sboarina a sindaco di Verona, viene nominato vicesindaco e assessore con delega alle politiche della casa nella sua giunta comunale.
Fontana ha fatto campagna elettorale per il referendum consultivo sull’autonomia in Veneto del 2017.

### Deputato e vicepresidente della Camera
Alle elezioni politiche del 2018 viene candidato alla Camera dei deputati, tra le liste della Lega per Salvini Premier nel collegio plurinominale Veneto 2 - 03, venendo eletto per la prima volta deputato, dimettendosi quindi da europarlamentare. Nella XVIII legislatura della Repubblica viene eletto, il 29 marzo 2018, vicepresidente dell'Ufficio di presidenza della Camera, incarico che ricopre fino alla nomina a ministro, ed è stato componente della 14ª Commissione Politiche dell'Unione Europea (2018-2020), venendo sostituito per buona parte del tempo da Alex Bazzaro per gli incarichi di governo che occupava, e della 4ª Commissione Difesa (2020-2022).

### Ministro nel primo governo Conte
Con la nascita del primo governo Conte sostenuto dalla Lega e il Movimento 5 Stelle, Il 31 maggio 2018 viene designato quale Ministro per la famiglia e le disabilità, prestando il giorno successivo giuramento nelle mani del Presidente della Repubblica Sergio Mattarella come Ministro, ottenendo le deleghe all'infanzia e adolescenza, alle politiche antidroga e alle adozioni.
Il 12 giugno 2018 Fontana si è dimesso dalle cariche di vicesindaco e assessore della città di Verona.
A luglio 2018 ha chiesto l'abolizione della legge Mancino del 1993, provvedimento emanato per sanzionare gesti, azioni e slogan legati all'ideologia nazifascista, sostenendo che essa si fosse nel tempo "trasformata in una sponda normativa usata dai globalisti per ammantare di antifascismo il loro razzismo antitaliano".
Nel 2019 viene nominato commissario della Łiga Veneta, che venne rinominata "Łiga Veneta per Salvini Premier", mantenendo l'incarico fino al 23 dicembre 2020, dopo la nomina a Responsabile della Famiglia e valori identitari della Lega, a cui subentrò il giovane deputato Alberto Stefani.
Il 10 luglio 2019 Fontana viene nominato Ministro per gli affari europei nello stesso governo, al posto dell'economista Paolo Savona a sua volta nominato presidente della CONSOB, dove il suo posto al ministero della Famiglia verrà preso da Alessandra Locatelli, cessando dall'incarico il 5 settembre 2019 con il giuramento del governo Conte II e tornando nei ranghi di parlamentare semplice.

### Presidente della Camera dei deputati
Alle elezioni politiche del 2022 viene ricandidato alla Camera nel collegio uninominale Veneto 2 - 06 (Verona), sostenuto dalla coalizione di centro-destra in quota Lega, oltreché come capolista della Lega nel relativo collegio plurinominale; Fontana viene rieletto nel collegio uninominale con il 53,6% dei voti e superando la candidata del centro-sinistra Anna-Lisa Nalin (24,73%).
Con la vittoria del centro-destra alle politiche del 2022, il 14 ottobre 2022 viene eletto presidente della Camera dei deputati, sostenuto dai rispettivi partiti della maggioranza di centro-destra, durante il quarto scrutinio con 222 voti su 392 (il quorum era di 197). L'elezione di Fontana è stata duramente contestata dall’opposizione, con alcuni deputati del PD che avevano esposto in aula uno striscione contro di lui con scritto "No a un presidente omofobo pro Putin" subito dopo l’inizio della seduta. Nel suo discorso d'insediamento, Fontana ha ringraziato il Presidente della Repubblica Sergio Mattarella e papa Francesco per il loro ruolo nella vita dell'Italia e ha citato diverse personalità cattoliche, come San Tommaso d'Aquino e il beato Carlo Acutis.
Il 12 settembre 2024 Matteo Salvini nomina Alberto Stefani e Claudio Durigon nuovi vicesegretari della Lega al posto di Lorenzo Fontana e Giancarlo Giorgetti.

## Vita privata
Fervente cattolico tradizionalista, vicino alla Fraternità sacerdotale San Pietro, Fontana si è sposato, con rito tridentino prima e civile poi con la napoletana Emilia Caputo, assistente al Parlamento europeo conosciuta durante il suo periodo da europarlamentare, avendo Matteo Salvini come testimone di nozze. La coppia ha una figlia: Angelica. È tifoso dell'Hellas Verona.

## Posizioni politiche
Fontana è largamente considerato un "ultra-conservatore", dichiarandosi contrario all'aborto (definendolo anche «la prima causa di femminicidio nel mondo»), alle unioni civili e all'educazione sessuale "pro-LGBT".
Inizialmente è stato un ammiratore di Vladimir Putin: dopo l'annessione russa della Crimea nel 2014, ha invitato l’UE a ritirare le sanzioni contro la Russia, affermando che la Russia «è il riferimento per chi crede in un modello identitario di società».. Il suo pensiero è cambiato prima dell'invasione russa dell'Ucraina, avvicinandosi alle posizioni della NATO, anche nei riguardi delle sanzioni verso la Russia.
In aggiunta alle sue idee ultraconservatrici, egli sostiene, a differenza della maggior parte di studiosi competenti dell'ambito, che la teoria del gender esista e che sia insegnata nelle scuole italiane; considera, inoltre, tale teoria una grave minaccia, assieme all'immigrazione e al matrimonio tra persone dello stesso sesso.
È stato accusato di omofobia da avversari politici e associazioni LGBT in riferimento, tra altre cose, ad un intervento al Congresso Federale della Lega Nord del 21 maggio 2017 in cui, nel trattare di un sostegno europeo a favore della famiglia naturale, anche in funzione demografica, ha dichiarato: «Vogliamo un’Europa dove il matrimonio sia tra una mamma e un papà e i bambini siano dati ad una mamma e ad un papà le altre schifezze non le vogliamo neanche sentire nominare». Sul punto però ha affermato: «Io omofobo? Bugie. Proprio perché sono cattolico ho il massimo rispetto per tutti».
Nel novembre 2017 si è espresso negativamente circa la delibera della Corte costituzionale federale tedesca che ha garantito il riconoscimento della condizione delle persone intersex.

## Opere
- Lorenzo Fontana e Ettore Gotti Tedeschi, La culla vuota della civiltà. All'origine della crisi, Verona, Gondolin, 2018, ISBN 978-88-98647-45-3.